# Dog Gone
Dog Gone és una pel·lícula dramàtica biogràfica estatunidenca dirigida per Stephen Herek. Va ser estrenada per Netflix el 13 de gener de 2023. Ha estat subtitulada al català.

## Sinopsi
Basat en una història real, un pare i un fill arreglen la seva relació fracturada durant una caminada forçada pel sender dels Apalatxes per trobar el seu estimat gos perdut.

## Producció
L'agost de 2021, es va anunciar que Rob Lowe protagonitzaria i produiria Dog Gone per a Netflix basat en el llibre "Dog Gone: A Lost Pet's Extraordinary Journey and the Family Who Brought Him Home" de Pauls Toutonghi, que està basat en una història real.